# Black Hole Entertainment
Black Hole Entertainment est un studio de développement de jeux vidéo basé à Budapest en Hongrie et fondé en 2001. La société est notamment connue pour avoir développé Armies of Exigo, Warhammer: Mark of Chaos et son extension et Might and Magic: Heroes VI. Du fait d’un retard sur le développement de ce dernier,  Black Hole Entertainment est déclaré en faillite en 2012 et cesse ses activités.

## Jeux développés
- Armies of Exigo (2004)[2]
- Warhammer: Mark of Chaos (2006)[3]
- Warhammer: Mark of Chaos - Battle March (2008)[4]
- Might and Magic: Heroes VI  (2011)